# Neumühle (Schwerin)
Neumühle is een plaats in de Duitse gemeente Schwerin, deelstaat Mecklenburg-Voor-Pommeren, en telt 2.591 inwoners (2007).

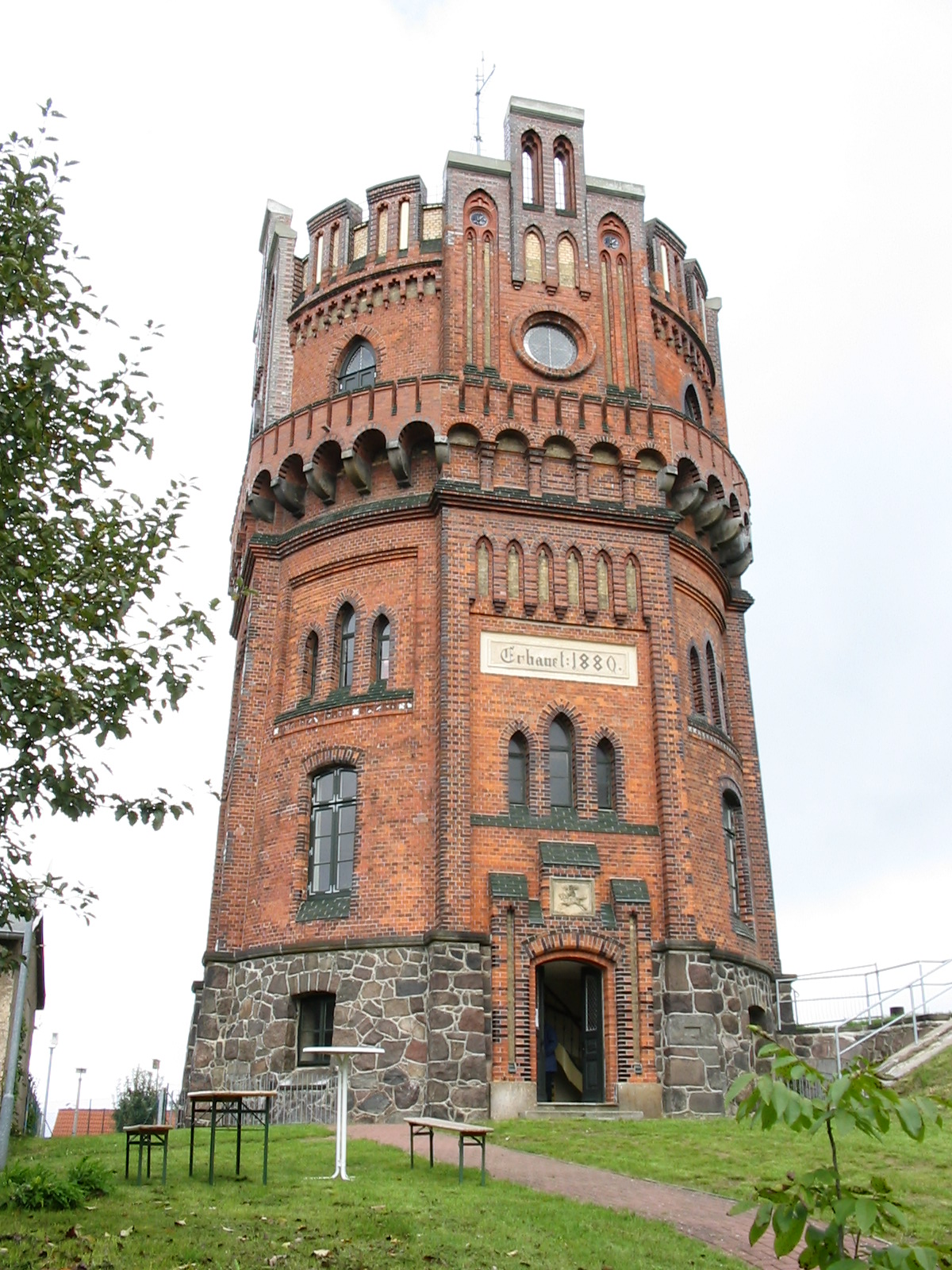
Watertoren